# NGC 3595
NGC 3595 é uma galáxia elíptica (E-S0) localizada na direcção da constelação de Ursa Major. Possui uma declinação de +47° 26' 49" e uma ascensão recta de 11 horas, 15 minutos e 25,4 segundos.
A galáxia NGC 3595 foi descoberta em 5 de fevereiro de 1788 por William Herschel.